# Khūrzād
Khūrzād (persiska: Khūrzād-e Bālā, خورزاد بالا, خورزاد, خورزاد پائين) är en ort i Iran.   Den ligger i provinsen Khorasan, i den östra delen av landet, 700 km öster om huvudstaden Teheran. Khūrzād ligger 1 968 meter över havet och antalet invånare är 157.
Terrängen runt Khūrzād är lite bergig.Runt Khūrzād är det mycket glesbefolkat, med 5 invånare per kvadratkilometer. Närmaste större samhälle är Sarāyān, 15,8 km söder om Khūrzād. Omgivningarna runt Khūrzād är i huvudsak ett öppet busklandskap.